# Saltos en los Juegos Panamericanos
Los competiciones de saltos fue admitida en los Juegos Panamericanos desde la primera edición que se celebró en Buenos Aires (Argentina) en 1951.

## Ediciones
| N.º   | Año  | Sede             | País                 |
| ----- | ---- | ---------------- | -------------------- |
| I     | 1951 | Buenos Aires     | Argentina            |
| II    | 1955 | Ciudad de México | México               |
| III   | 1959 | Chicago          | Estados Unidos       |
| IV    | 1963 | São Paulo        | Brasil               |
| V     | 1967 | Winnipeg         | Canadá               |
| VI    | 1971 | Cali             | Colombia             |
| VII   | 1975 | Ciudad de México | México               |
| VIII  | 1979 | San Juan         | Puerto Rico          |
| IX    | 1983 | Caracas          | Venezuela            |
| X     | 1987 | Indianápolis     | Estados Unidos       |
| XI    | 1991 | La Habana        | Cuba                 |
| XII   | 1995 | Mar del Plata    | Argentina            |
| XIII  | 1999 | Winnipeg         | Canadá               |
| XIV   | 2003 | Santo Domingo    | República Dominicana |
| XV    | 2007 | Río de Janeiro   | Brasil               |
| XVI   | 2011 | Guadalajara      | México               |
| XVII  | 2015 | Toronto          | Canadá               |
| XVIII | 2019 | Lima             | Perú                 |
| XIX   | 2023 | Santiago         | Chile                |

## Medallero histórico
- Actualizado hasta Santiago 2023.[1][2][3][4][5][6]

| Núm. | País                 | Oro | Plata | Bronce | Total |
| ---- | -------------------- | --- | ----- | ------ | ----- |
| 1    | Estados Unidos       | 40  | 42    | 41     | 123   |
| 2    | México               | 38  | 25    | 22     | 85    |
| 3    | Canadá               | 25  | 24    | 23     | 72    |
| 4    | Cuba                 | 4   | 7     | 7      | 18    |
| 5    | Colombia             | 1   | 3     | 8      | 12    |
| 6    | Brasil               | 0   | 4     | 5      | 9     |
| 7    | Argentina            | 0   | 1     | 1      | 2     |
| 8    | Jamaica              | 0   | 1     | 0      | 1     |
| 8    | República Dominicana | 0   | 1     | 0      | 1     |
| 10   | Guatemala            | 0   | 0     | 1      | 1     |
|      | TOTAL                | 108 | 108   | 108    | 324   |